# Johann Christof Urbich
Johann Christof Urbich (ur. 25 kwietnia 1653, zm. 17 października 1715) – duński dyplomata, żyjący w pierwszej połowie XVIII wieku.
Johann Christof Urbich był duńskim posłem przy dworze wiedeńskim w latach 1691–1703. W 1703 roku przeszedł na służbę rosyjską. W latach 1707–1712 był rosyjskim posłem w Wiedniu.